# James LaBrie
Kevin James LaBrie (5 de mayo de 1963) es un músico canadiense, vocalista de la banda de metal progresivo Dream Theater.

## Biografía
Nació el 5 de mayo de 1963 en Penetanguishene, una ciudad de Ontario, Canadá. Sus padres dicen que cuando tenía tres años andaba siempre cantando la canción que sonara en la radio en el momento disfrutando de un suso de crema. Motivado por su padre, James empezó a cantar y a tocar la batería a los cinco años: "Mis padres dicen que siempre iba tamborileando las cosas, así que si no me compraban una batería ¡iba a arruinar la casa!". A los seis años, era obvio que su voz era madura para su edad. Cuando estaba en la escuela, su profesor lo puso en clases de canto para ampliar su entrenamiento. Mientras tanto su familia tenía un pequeño coro de barbería, en el que James participó más adelante.
A pesar de todo, a James le gustaba el rock con el que creció de adolescente. A los 14 cantaba y tocaba la batería en varios grupos de barrio. Sabía que la batería era algo secundario, que su auténtica pasión era cantar. A los 18 se mudó a Toronto.
Cuando tenía 21 años comenzó formación vocal con la renombrada profesora Rosemary Patricia Burns. Tras trabajar con numerosas bandas canadienses, James adquirió el puesto de vocalista en Winter Rose, con los que estuvo a punto de firmar un contrato con Atlantic Records. Más adelante Pierre Paradis, que trabajaba con James para un proyecto con Aquarius Records, le comentó que había una banda en Nueva York llamada Dream Theater que buscaba vocalista. El resto, como ellos dicen, es historia.
Los gustos musicales de James son muy variados. Cita a Metallica, Aerosmith, Van Halen, Journey, Judas Priest... así como compositores clásicos como Mozart, Vivaldi o Beethoven. Sus influencias como cantante son Steve Perry (Journey), Freddie Mercury, Sting, Paul Rodgers, Ian Gillan (Deep Purple) y Nat King Cole. James siempre ha animado a los vocalistas a adquirir educación musical formal.
Durante su carrera musical James ha llegado a ser uno de los cantantes más respetados y admirados en el rock progresivo, destacando su amplio rango vocal y potente voz. Como voz de Dream Theater y otros proyectos paralelos ha ayudado a definir el sonido de la música progresiva.
Con Dream Theater ha sacado 15 discos durante los más de veinte años que llevan juntos, además de numerosos proyectos y colaboraciones con otros músicos. Además de Dream Theater, en 1999 comenzó un proyecto paralelo propio llamado MullMuzzler, con el que ha editado dos discos titulados "Keep It To Yourself" (1999) y "Mullmuzzler 2" (2001). También ha participado como cantante en los siguientes discos: Explorer´s Club "Age Of Impact" (1998), Explorer's Club "Raising The Mammoth" (2002), Leonardo "The Absolute Man" (2001), Ayreon "The Human Equation" (2004), Frameshift "Unweaving The Rainbow" (2003), Tim Donahue "Madmen And Sinners" (2004), en un disco en solitario titulado "Elements Of Persuasion" (2005), en otro llamado "Static Impulse" (2010) y Impermanent Resonance (2013).
Cuando no está de gira disfruta de la acampada, el esquí y la lectura. Sus autores favoritos incluyen a Anne Rice, Dee Brown, Robert Utley y Forest Carter. Actualmente vive en Toronto, en Canadá, con su mujer Karen, su hija Chloe y su hijo Chance Abraham.
James ha dicho en muchas entrevistas que es cristiano, y practica activamente su religión. Hay una entrevista (no disponible) de la revista HM Magazine que habló con él en profundidad de sus creencias, y el significado lírico de la canción Blind Faith, con el reportero y con John Petrucci.

### Enfermedad de LaBrie
LaBrie ha recibido duras críticas durante años a causa de su dudosa técnica vocal en directo. A pesar de que él rara vez lo ha utilizado como excusa, LaBrie sí ha admitido en algunas ocasiones que ha lidiado con una larga lesión en las cuerdas vocales. 
A finales de 1994 LaBrie tuvo un desgraciado accidente al consumir comida en mal estado que le provocó mucho vómito, lo que a su vez le destrozó las cuerdas vocales. Los médicos le dijeron que no existía ningún remedio, debería dejar que sanasen solas. Dream Theater continuó con los shows y LaBrie no se quedó fuera, a pesar de que consideró salir definitivamente de la banda en ocasiones, algo en lo que sus compañeros no estuvieron de acuerdo, pero sus conciertos empeoraron notablemente y la recuperación se ralentizó, llegando a pasar 8 años antes de su total recuperación.
En una de las entrevistas realizadas en España durante la gira de Systemathic Chaos (en negrita el entrevistador):

Chafardeando por internet, hace unos pocos años, me encontré con que la opinión generalizada era que el miembro más pobre a nivel musical en la banda eras tú. Por algún motivo, la gente tiene en esa especie de pedestal a toda la banda, excepto a ti. ¿Te has sentido alguna vez “inferior” en ese sentido?

“Imagino que la gente se refiere a una cosa. En 1994, a finales, me destrocé las cuerdas vocales, y me costó ocho años recuperarme del daño que tenía en mi voz.”

Pero seguías cantando.

“Claro. Por eso tarde tanto tiempo en curarme, porque era algo que no podía acelerar, tenía que dejar que se curara solo. Y no niego que hubo muchas noches en las que canté muy mal. Hubo noches en las que mi voz estaba muy afectada. Pero ahora mi voz ya está curada, mi voz ya ha vuelto a la normalidad y estoy cantando mejor que nunca. Algunos fans me dicen ‘hey tío, cantas como en ‘Images And Words’ y les dijo ‘pues claro, es porque mi voz ya está curada”.

Nunca lo hiciste público.

“Claro que no. Porque no quiero que la gente sienta pena por mí. A la gente no le importa que yo tenga un problema en las cuerdas vocales. Me dije que no diría nada y que iba a seguir adelante hasta que lo superara. Los doctores me dijeron que tenía que dejar que se curara solo, así que haciendo todas las giras que hice, el proceso se demoró un montón. Finalmente, comencé a recuperarme hace 3 o 4 años y las cosas ya han vuelto a la normalidad. Anoche tocamos en directo en Granada y fue genial”.

¿No crees que el no haber dicho las cosas públicamente puede hacer que algunos piensen que ahora cantas mejor con ayuda de la tecnología?

“No, simplemente es que me he curado. Los monitores en el oído son una ayuda, porque me escucho muy bien cuando estoy sobre el escenario pero la jodida tecnología no va a hacer que mi voz sea mejor de lo que puede ser. No utilizo nada de eso. Ahora me siento genial”.

## Proyecto en solitario

### Miembros actuales
- Marco Sfogli - Guitarras (también con John Macaluso & Union Radio).
- Ray Riendeau - Bajo (también con Halford).
- Peter Wildoer - Batería, voces graves (también en Darkane, ex Arch Enemy, ex Pestilence, ex Old Man's Child, ex Non-Human Level).
- Matt Guillory - Teclados, segunda voz (también en Dali's Dilemma y James Murphy).

### Miembros pasados
- Bryan Beller (solamente en Elements of Persuasion) (también con Steve Vai y Dethklok).
- Mike Mangini (solamente en Elements of Persuasion) (también con Steve Vai y Annihilator y Dream Theater).

## Discografía

### En Dream Theater
- 1992: Images and Words
- 1994: Awake
- 1997: Falling into Infinity
- 1999: Metropolis Pt. 2: Scenes from a Memory
- 2002: Six Degrees of Inner Turbulence
- 2003: Train of Thought
- 2005: Octavarium
- 2007: Systematic Chaos
- 2009: Black Clouds & Silver Linings
- 2011: A Dramatic Turn of Events
- 2013: Dream Theater
- 2016: The Astonishing
- 2019: Distance Over Time
- 2021: A View from the Top of the World
- 2025: Parasomnia

### En Mullmuzzler
- 1999: Keep it to Yourself
- 2001: Mullmuzzler 2

### Como solista
- 2005: Elements of Persuasion
- 2010: Static Impulse
- 2013: Impermanent Resonance[2]
- 2022: Beautiful Shade of Grey

### Otros
- 1989: Winter Rose - Winter Rose
- 1991: Fates Warning - Paralells
- 1996: Working Man - Rush Tribute
- 1997: Dragon Attack - A Tribute to Queen
- 1998: Explorer's Club - Age of Impact
- 1998: Shadow Gallery - Tyranny
- 1999: Tributo a ELP - Encores, Legends and Paradox
- 2000: Tie Your Mix Down - Tribute to Queen
- 2001: Leonardo The Absolute Man
- 2003: Frameshift - Unwaving the Rainbow
- 2004: Tim Donahue - Madmen and Sinners
- 2004: Ayreon - The Human Equation
- 2008: True Symphonic Rockestra - Concerto in true minor
- 2011: Eden's Curse - "No Holy Man"
- 2016: Ayreon - The Human Equation
- 2017: Ayreon - The Source